# 卡馬羅內斯 (丘布特省)
44°48′S 65°42′W / 44.800°S 65.700°W

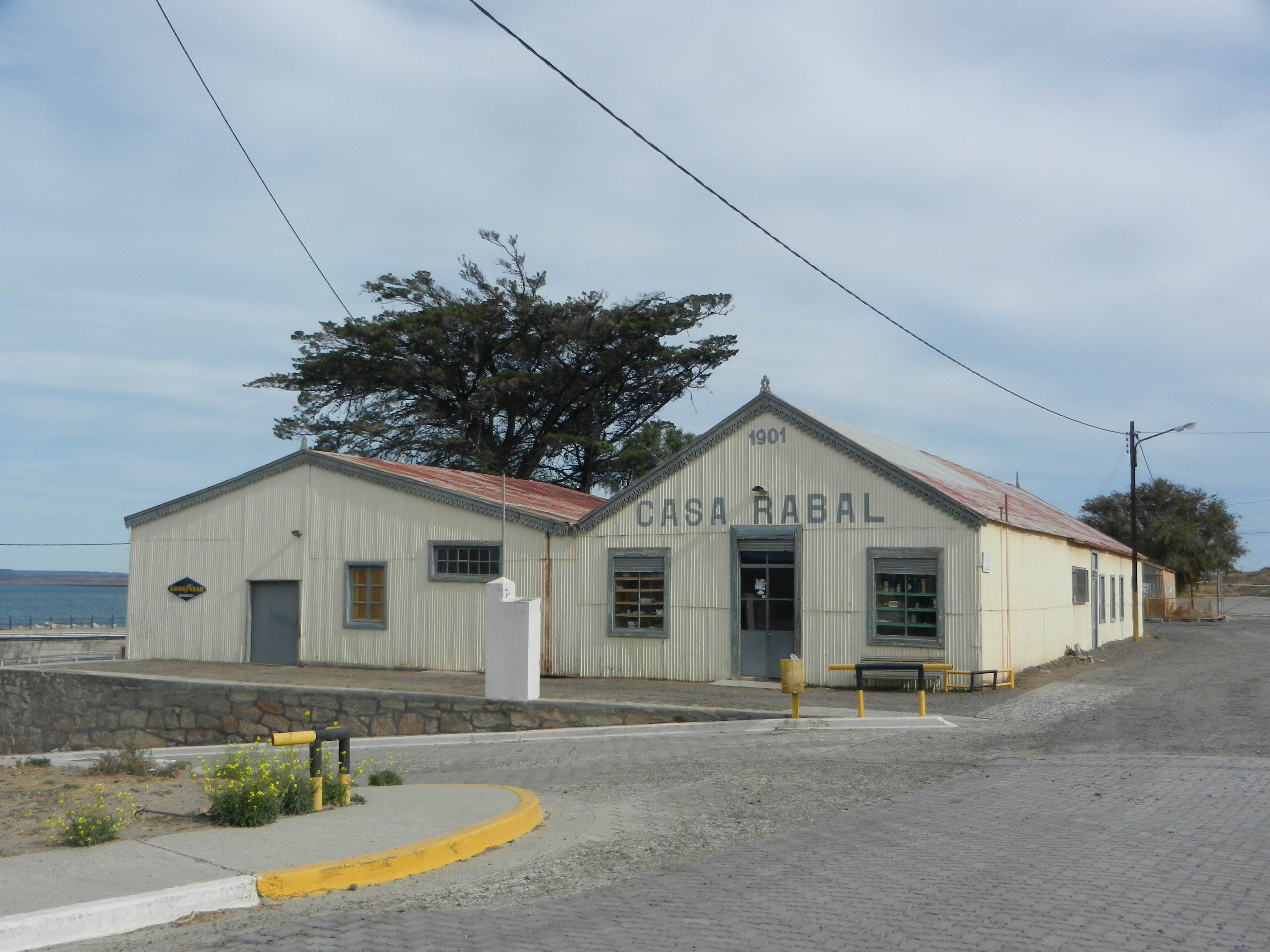
卡馬羅內斯

卡馬羅內斯（西班牙語：Camarones），是阿根廷的城鎮，位於該國中部丘布特省，是弗洛倫蒂諾阿梅吉諾縣的首府，每年平均降雨量237毫米，面積116.65平方公里，海拔高度1米，2010年人口1,296，人口密度每平方公里11.11人。